# Зважені та щасливі
«Зважені та щасливі» — українська версія популярного американського шоу «The Biggest Loser» (укр. Той, хто втратив більше за всіх), що транслюється на загальнонаціональну українському телеканалі «СТБ». У шоу беруть участь учасники з ожирінням або надмірною вагою, які змагаються за грошовий приз, втративши найбільший відсоток ваги від своєї початкової ваги.

## Тренери та ведучі

### Тренери
| Тренери                    | Сезон 1 | Сезон 2 | Сезон 3 | Сезон 4 | Сезон 5 | Сезон 6 | Сезон 7 | Сезон 8 | Сезон 9 |
| -------------------------- | ------- | ------- | ------- | ------- | ------- | ------- | ------- | ------- | ------- |
| Ігор Обуховський           | Тренер  | Тренер  | Тренер  | Тренер  | Тренер  |         |         |         |         |
| Аніта Луценко              | Тренер  | Тренер  | Тренер  | Тренер  | Тренер  |         | Ведуча  |         | Ведуча  |
| В'ячеслав Узелков†         |         |         |         | Тренер  | Тренер  | Тренер  | Тренер  | Тренер  |         |
| Марина Боржемська-Узелкова |         |         |         |         |         | Тренер  | Тренер  | Тренер  | Тренер  |
| Василь Вірастюк            |         |         |         |         |         |         |         | Тренер  |         |
| Іраклій Макацарія          |         |         |         |         |         |         |         |         | Тренер  |

### Ведучі
| Любава Грешнова    | Ведуча |        |        |        |        |        |        |                     |        |  |  |  |  |  |  |
| Олеся Жураковська  |        | Ведуча | Ведуча | Ведуча | Ведуча |        |        |                     |        |  |  |  |  |  |  |
| Яна Соломко        |        |        |        |        |        | Ведуча |        |                     |        |  |  |  |  |  |  |
| Аніта Луценко      | Тренер | Тренер | Тренер | Тренер | Тренер |        | Ведуча |                     | Ведуча |  |  |  |  |  |  |
| Мирослава Ульяніна |        |        |        |        |        |        |        | Ведуча, Консультант |        |  |  |  |  |  |  |

### Консультант з харчування
| Консультант       | Сезон 1     | Сезон 2     | Сезон 3     | Сезон 4     | Сезон 5     | Сезон 6     | Сезон 7     | Сезон 8     | Сезон 9     |
| ----------------- | ----------- | ----------- | ----------- | ----------- | ----------- | ----------- | ----------- | ----------- | ----------- |
| Світлана Фус      | Консультант | Консультант | Консультант | Консультант | Консультант | Консультант | Консультант |             | Консультант |
| Мирослава Улянина |             |             |             |             |             |             |             | Консультант |             |

## Сезони
| Сезон                  | Рік  | Переможець                              | Другий приз                                   | Фіналісти                           | Фіналісти                           | Тренер-переможець          | Ведуча            | Консультант з харчування | Тренери            | Тренери                    | Тренери            |
| ---------------------- | ---- | --------------------------------------- | --------------------------------------------- | ----------------------------------- | ----------------------------------- | -------------------------- | ----------------- | ------------------------ | ------------------ | -------------------------- | ------------------ |
| 1 Червоні vs Сині      | 2011 | Микола Ворошнов                         | Юлія Кувшинова                                | Євгенія Старікова                   | Олександр Попович                   | Аніта Луценко              | Любава Грешнова   | Світлана Фус             | Ігор Обуховський   | Аніта Луценко              | N/a                |
| 2 Червоні vs Сині      | 2012 | Алік Закревський                        | Юрій Мельник                                  | Роман Яремко                        | Андрій Марнауз                      | Ігор Обуховський           | Олеся Жураковська | Світлана Фус             | Ігор Обуховський   | Аніта Луценко              | N/a                |
| 3 Парний сезон         | 2013 | Марина Вдовенко                         | Юлія Гайдак                                   | Ілля Яковлєв †                      | Євгеній Могила                      | Аніта Луценко              | Олеся Жураковська | Світлана Фус             | Ігор Обуховський   | Аніта Луценко              | N/a                |
| 4 Битва поколінь       | 2014 | Юлія Фоміна                             | Тетяна Крикуненко                             | Олег Гопаца                         | Олег Сичак                          | В'ячеслав Узелков†         | Олеся Жураковська | Світлана Фус             | Ігор Обуховський   | Аніта Луценко              | В'ячеслав Узелков† |
| 5 Сімейний сезон       | 2015 | Олександр Реп'янчук                     | Руслан Карпенко                               | Алла Реп'янчук                      | Оксана Пастухова                    | В'ячеслав Узелков†         | Олеся Жураковська | Світлана Фус             | Ігор Обуховський   | Аніта Луценко              | В'ячеслав Узелков† |
| 6 Чоловіки проти жінок | 2016 | Аркадій Василишин                       | Олена Александрова                            | Роман Сахно                         | Ольга Перімська                     | В'ячеслав Узелков†         | Яна Соломко       | Світлана Фус             | В'ячеслав Узелков† | Марина Боржемська-Узелкова | N/a                |
| 7 Сімейні пари         | 2017 | Наталія Токарєва та Олексій Добрянський | Лідія та Олександр Бойко                      | Аліна Буць та Максим Письмиченко    | Руслана Писанка та Ігор Ісаков      | Марина Боржемська-Узелкова | Аніта Луценко     | Світлана Фус             | В'ячеслав Узелков† | Марина Боржемська-Узелкова | N/a                |
| 8 Батьки та діти       | 2018 | Олег Буряк та Богдан Буряк              | Наталія Валигурська та Олександр Валигурський | Іван Нестеров та Ольга Нестерова    | Людмила Мотика та Наталі Мотика     | Марина Боржемська-Узелкова | Мирослава Улянина | Мирослава Улянина        | В'ячеслав Узелков† | Марина Боржемська-Узелкова | Василь Вірастюк    |
| 9 Парний сезон         | 2019 | Павло Назаренко та Наталія Кириленко    | Людмила Чаднова                               | Євген Москаленко та Тамара Мумладзе | Євген Москаленко та Тамара Мумладзе | Іраклі Макацарія           | Аніта Луценко     | Світлана Фус             | Іраклі Макацарія   | Марина Боржемська-Узелкова | N/a                |
| 10                     | 2025 |                                         |                                               |                                     |                                     |                            | Даніель Салем     | Світлана Фус             | Олексій Новіков    | Марина Боржемська-Узелкова |                    |

## 1 сезон (2011 рік)— Червоні vs Сині

### Учасники
| Червона команда     | Синя команда             |
| ------------------- | ------------------------ |
| Олександр Попович   | Галина Борош             |
| Наталія Загородня   | Дмитро Риль              |
| Геннадій Коломієць  | Валентина Підлісна       |
| Юлія Кувшинова      | Михайло Репех            |
| Микола Ворошнов     | Наталія Константинівська |
| Олена Нестринюк     | Віктор Левчук            |
| Павло Ятковський    | Ірина Скляренко          |
| Євгенія Старікова   | Андрій Колодій           |
| Альона Сіроштаненко | Сусанна Есмаїл-Пур       |
| Олеся Іванова       | Інна Кисіль              |

## 2 сезон (2012)— Червоні vs Сині

### Учасники
| Червона команда       | Синя команда          |
| --------------------- | --------------------- |
| Умберто Пеня Кабрера  | Лариса Ікім           |
| Марта Марнауз         | Олег Голованов        |
| Андрій Марнауз        | Ольга Гоманюк         |
| Христина Кірчіу       | † Вадим Доброновський |
| † В'ячеслав Кривошеєв | Альона Лаптєва        |
| Любов Соляник         | Володимир Однорог     |
| Роман Яремко          | Тетяна Бендерська     |
| Анжела Гаркавенко     | Алік Закревський      |
| Юрій Мельник          | Анна Мулик            |
| Оксана Перунова       | Анастасія Мельник     |
|                       | Ольга Давидко         |

## Третій сезон (2013)— парний сезон

### Учасники
| Команда Аніти    | Команда Ігоря         |
| ---------------- | --------------------- |
| Аліна Шолом      | Олеся Зіньків         |
| Лариса Єфанова   | Тетяна Зіньків        |
| Алла Перова      | Ігор Журбенко         |
| Наталія Емінова  | † Ілля Яковлєв        |
| Євген Могила     | Марина Сачко          |
| Юлія Гайдак      | Наталія Москаленко    |
| Марина Вдовенко  | Сергій-молодший Сапон |
| Наталія Вдовенко | Сергій-старший Сапон  |
| Олег Ожеледа     | Олена Ляшенко         |
| Олексій Кислов   | Юлія Ушакова          |
| Андрій Рубан     | † Євгенія Мостовенко  |
| Дмитро Рубан     | Олександра Мостовенко |

### Конкурси
| Тиждень | Конкурс                         | Вид конкурсу | Опис конкурсу | Задача                                                 | Покарання                                                   | Приз                                                              | Переможці (… команда) |
| ------- | ------------------------------- | ------------ | --- | ------------------------------------------------------ | ----------------------------------------------------------- | ----------------------------------------------------------------- | --------------------- |
| 1       | Забіг на 3 км                   | Парний       | Пара біжить три кілометри, один з пари біжить і тягне візок у якому його партнер | Якомога швидше дістатися фінішу                        | Три останні пари отримують +2 на ваги                       | ---                                                               | коричнева             |
| 1       | Битва за імунітет               | Парний       | Парі треба простояти на степі під кутом | Якомога довше простояти на степі                       | ---                                                         | Пара, яка простоїть найдовше, отримує імунітет                    | помаранчева           |
| 2       | Проходження велетенських сходів | Парний       | Пара має подолати гору велетенськими сходами. Висота конструкції — 6 м 20 см | Якомога швидше піднятися на гору велетенськими сходами | +1 за кожну не подолану сходинку (максимальне покарання +4) | Переможець отримує -2 та шанс допомогти одній з команд суперників | коричнева             |
| 2       | Битва за імунітет               | Парний       | Гра складається з двох раундів. Перший раунд — член команди робить ставку на свого напарника, тобто скільки разів напарник виконає певне фізичне навантаження. У другому навпаки. У кожному раунді є переможець. Якщо переможцями стали члени різних пар то вони сходятся в фінальній битві. Якщо ж переможцями стає команда вона відразу стає переможцем | Поставити вірну ставку, щоб виграти імунітет           | ---                                                         | Переможці отримують імунітет                                      | коричнева             |
| 3       | Тримання спису                  |              | Тримати спис разом двома руками посеред кільця. Щойно спис торкнеться кільця воно спалахне. Переможе пара, яка дотримає до кінця та не підпалить свого кільця | Тримати спис разом двома руками посеред кільця         | +2 тому хто опустить першим                                 | -2 кг на зважуванні                                               | коричнева             |
|         |                                 |              | |                                                        |                                                             |                                                                   |                       |

### Хто і коли вибував
| Тиждень | Учасник(и)                                | Команда     |
| ------- | ----------------------------------------- | ----------- |
| 1       | Тетяна Зіньків та Олеся Зіньків           | блакитна    |
| 2       | Наталя Емінова та Алла Петрова            | жовта       |
| 3       | Юлія Ушакова та Олена Ляшенко             | сіра        |
| 4       | Аліна Шолом та Лариса Єфанова             | біла        |
| 5       | † Євгенія Мостовенко                      | червона     |
| 6       | Дмитро Рубан                              | чорна       |
| 7       | Наташа Москаленко                         | помаранчева |
| 8       | Ігор Журбенко                             | зелена      |
| 9       | Марина Сачко (на 10 тижні повернулась)    | помаранчева |
| 10      | Сергій (старший) Сапон                    | синя        |
| 10      | Андрій Рубан                              | чорна       |
| 11      | Саша Мостовенко                           | червона     |
| 12      | Марина Сачко                              | помаранчева |
| 13      | Юлія Гайдак                               | коричнева   |
| 14      | Сергій (молодший) Сапон                   | синя        |
| 15      | Олег Ожеледа                              | фіолетова   |
| 16      | Олексій Кислов                            | фіолетова   |
| 17      | Ігор Журбенко                             | зелена      |
| Фінал   | Наталія Вдовенко (за глядацьким рішенням) | рожева      |

### Фінал 3 сезону
Переможницею шоу у відсотковому співвідношенні серед учасників, що худнули вдома, стала Юлія Гайдак (коричнева команда). А найбільший рекорд за кількістю скинутих кілограмів за всі три сезони встановив Андрій Рубан (чорна команда), що став легшим на 104 кілограми.

## Четвертий сезон (2014 рік)

### Учасники
| Червона команда    | Зелена команда    | Синя команда      |
| ------------------ | ----------------- | ----------------- |
| Наталя Свистун     | Людмила Останіна  | Олег Гопаца       |
| Ігор Антонюк       | Сергій Бондаренко | Іванна Марчук     |
| Алла Виноградна    | Юлія Фоміна       | Євген Козловський |
| Олег Сичак         | Сергій Чопик      | Наталія Солодка   |
| Олена Воронова     | Ірина Стребкова   | Дмитро Завоюра    |
| Віталій Васько     | Арпад Комар       | Тетяна Мелихова   |
| Людмила Бондаренко | Тетяна Крикуненко | Сергій Порошенко  |

### Тренери
- Аніта Луценко — тренер червоної команди
- В'ячеслав Узелков — тренер зеленої команди
- Ігор Обуховський — тренер синьої команди

### Конкурси
| Тиждень | Опис конкурсу | Вид конкурсу | Задача                                                        | Приз | Покарання                                                                                                 | Програвша команда | Команда переможців |
| ------- | --- | ------------ | ------------------------------------------------------------- | --- | --- | ----------------- | ------------------ |
| 1       | Учасники мають протягнути вагон поїзду. На кожній платформі учасник має скинути мішки з зайвою вагою | Командний    | Першими збити шлагбаум на фініші                              | Вигравша команда отримує -2 кг на зважуванні | Програвша команда отримує +2 на ваги                                                                      | червона           | зелена             |
| 2       | Учасники мають зiбрати пазл из логотипом проекту, утримуючись всiєю командою на хiткий платформi | Командний    | Першими зiбрати пазл та опинитися на платформi всiєю командою | Вигравша команда отримує -1 кг на зважуваннi | Команда, яка впорається другою отримує +1 кг на зважуваннi, програвша команда отримує +2 кг на зважуваннi | зелена            | синя               |
| 2       | Команди мають прокатити маленький шар крiзь лабiринт, розташованый на великих пiдвесних плтаформах. Бачити його зможе лише капiтан, якiй стоятиме на специальному постаментi. Решта команди рухатеме лабiринт за вказiвками капiтана. | Командний    | Першими закатити шар в лунку посереденi лабiринту             | Вигравша команда отримує право обрати одного учасника iз команд суперникiв, скинута вага якого не буде врахована на зважуваннi до загального разультату його команди | Немає | не визначалася    | зелена             |

### Результати зважування
1 тиждень
| Зелена команда       | Червона команда           | Синя команда |
| -------------------- | ------------------------- | ------------ |
| -46 кг               | -40 кг                    | - 41 кг      |
| З урахуванням бонуса | З урахуванням антибонусів | -            |
| -48 кг               | -38 кг                    | - 41 кг      |
| -4,73 %              | -3,71 %                   | - 3,78 %     |

- Команда, що виграла — зелена
- Команда, що програла — червона

2 тиждень
| Зелена команда           | Червона команда                                          | Синя команда         |
| ------------------------ | -------------------------------------------------------- | -------------------- |
| -21 кг                   | -16 кг                                                   | - 22 кг              |
| З урахуванням антибонуса | З урахуванням антибонусів, та не враховування ваги Ігоря | З урахуванням бонуса |
| -19 кг                   | -8 кг                                                    | - 24 кг              |
| -1,96 %                  | -0,93 %                                                  | - 2,3 %              |

- Команда, що виграла — синя
- Команда, що програла — червона

### Хто і коли вибував?
| Тиждень | Учасник(и)                               | Команда |
| ------- | ---------------------------------------- | ------- |
| 1       | Алла Віноградна                          | червона |
| 2       | Наталія Свистун                          | червона |
| 3       | Ірина Стребкова                          | зелена  |
| 4       | Сергій Порошенко                         | синя    |
| 5       | Сергій Бондаренко                        | зелена  |
| 6       |                                          |         |
| 7       | Людмила Бондаренко                       | червона |
| 8       | Тетяна Меліхова                          | синя    |
| 9       | Людмила Останіна                         | зелена  |
| 10      | Ігор Антонюк                             | червона |
| 10      | Дмитро Завоюра                           | синя    |
| 11      | Тетяна Крикуненко                        | зелена  |
| 12      | Євгеній Козловський                      | синя    |
| 12      | Наталія Солодка                          | синя    |
| 13      | Сергій Чопик                             | зелена  |
| 14      | Іванна Марчук                            | синя    |
| 15      | Арпад Комар                              | зелена  |
| 16      | Віталій Васько                           | червона |
| Фінал   | Альона Воронова (за глядацьким рішенням) | червона |

## П'ятий сезон (2015)— сімейний

### Учасники
| Команда В'ячеслава  | Команда Аніти          | Команда Ігоря   |
| ------------------- | ---------------------- | --------------- |
| Алла Реп'янчук      | Мирослава Вдович       | Ольга Ференчук  |
| Олександр Реп'янчук | Ольга Вдович           | Тетяна Ференчук |
| Раїса Реп'янчук     | Роман Бігун            | Юлія Ференчук   |
| Ганна Цинцадзе      | Андрій Константинов    | Євген Керсанов  |
| Георгій Цинцадзе    | † Ігор Пашинський      | Олена Керсанова |
| Юрій Федоренко      | Олександр Константинов | Петро Керсанов  |
| Наталія Карпенко    | † Валерій Новіков      | Вікторія Лука   |
| Оксана Пастухова    | Катерина Новікова      | Ірина Лука      |
| Руслан Карпенко     | Оксана Новікова        | Любов Лука      |

### Хто і коли вибував
| Тиждень | Учасники                                 | Команда     |
| ------- | ---------------------------------------- | ----------- |
| 1       | Юлія Ференчук                            | рожева      |
| 2       | Оксана Новікова                          | фіолетова   |
| 3       | Роман Бігун                              | блакитна    |
| 3       | Мирослава Вдович                         | блакитна    |
| 3       | Ольга Вдович                             | блакитна    |
| 3       | † Валерій Новіков                        | фіолетова   |
| 4       | Юрій Федоренко                           | жовта       |
| 5       | Тетяна Ференчук                          | рожева      |
| 5       | Любов Лука                               | червона     |
| 5       | Андрій Константинов                      | помаранчева |
| 5       | Катерина Новікова                        | фіолетова   |
| 6       | Ганна та Георгій Цинцадзе                | жовта       |
| 7       | Ольга Ференчук                           | рожева      |
| 8       | Олександр Константинов                   | помаранчева |
| 9       | Олена Керсанова                          | синя        |
| 11      | Раїса Реп'янчук                          | зелена      |
| 12      | Петро Керсанов                           | синя        |
| 13      | † Ігор Пашинський                        | помаранчева |
| 14      | Ірина Лука                               | червона     |
| 15      | Євген Керсанов                           | синя        |
| 16      | Вікторія Лука                            | червона     |
| 17      | Наталя Карпенко                          | коричнева   |
| Фінал   | Руслан Карпенко (за глядацьким рішенням) | коричнева   |

## Шостий сезон (2016)

### Учасники
| Команда В'ячеслава | Команда Марини      |
| ------------------ | ------------------- |
| Аркадій Василишин  | Христина Головченко |
| Роман Сахно        | Наталія Керн        |
| Володимир Теличак  | Юлія Щетиніна       |
| Дмитро Іванов      | Ганна Голубцова     |
| Андрій Стратулат   | Ольга Перімська     |
| Максим Грецький    | Альона Александрова |
| Євген Шамота       | Тетяна Воловик      |
| Ярослав Самодаєв   | Олена Дерев'янко    |
| Володимир Гонта    | Євгенія Кот         |
| Артем Мовчан       | Олена Кузьменко     |

### Хто і коли вибував
| Тиждень | Учасник                                      | Команда  |
| ------- | -------------------------------------------- | -------- |
| 2       | Андрій Стратулат                             | Чоловіки |
| 3       | Христина Головченко                          | Жінки    |
| 4       | Максим Грецький                              | Чоловіки |
| 5       | Наталія Керн                                 | Жінки    |
| 6       | Олена Дерев'янко                             | Жінки    |
| 7       | Юлія Щетиніна                                | Жінки    |
| 8       | Артем Мовчан                                 | Чоловіки |
| 8       | Ганна Голубцова                              | Жінки    |
| 9       | Ярослав Самодаєв                             | Чоловіки |
| 10      | Євген Шамота                                 | Чоловіки |
| 12      | Євгенія Кот                                  | Жінки    |
| 13      | Дмитро Іванов                                | Чоловіки |
| 13      | Олена Кузьменко                              | Жінки    |
| 14      | Володимир Гонта                              | Чоловіки |
| 15      | Тетяна Воловик                               | Жінки    |
| 16      | Володимир Теличак                            | Чоловіки |
| Фінал   | Альона Александрова (за глядацьким рішенням) | Жінки    |

## Сьомий сезон (2017 рік)

### Учасники
| Команда В'ячеслава | Команда Марини      |
| ------------------ | ------------------- |
| † Руслана Писанка  | Аліна Буць          |
| Ігор Ісаков        | Максим Письмиченко  |
| Ганна Галич        | Марта Марнауз       |
| Дмитро Галич       | Андрій Марнауз      |
| Лідія Бойко        | Ангеліна Вертій     |
| Олександр Бойко    | Ігор Комарицький    |
| Юлія Максименко    | Наталія Токарєва    |
| Ігор Максименко    | Олексій Добрянський |

### Хто і коли вибував
| Тиждень | Учасник                                                 | Команда   |
| ------- | ------------------------------------------------------- | --------- |
| 3       | Ігор Комарицький та Ангеліна Вертій                     | жовта     |
| 6       | Ігор та Юлія Максименко                                 | рожева    |
| 9       | Олександр та Лідія Бойко                                | зелена    |
| 12      | Дмитро та Ганна Галич                                   | коричнева |
| 15      | Андрій та Марта Марнауз                                 | червона   |
| Фінал   | Ігор Ісаков та Руслана Писанка (за глядацьким рішенням) | синя      |

Фінал
У фіналі змагалися пара помаранчевих та блакитних. Переможцями цього сезону стала пара блакитних — Наталія Токарєва з Олексієм Добрянським. Друге місце зайняла пара помаранчевих — жінка Аліна Буць та її чоловік Максим Письмиченко.

## Восьмий сезон (2018 рік)
Восьмий сезон стартував 30 серпня 2018, а фінал відбувся 27 грудня 2018 року.

### Учасники
| Команда В'ячеслава     | Команда Марини    | Команда Василя    |
| ---------------------- | ----------------- | ----------------- |
| Наталія Валигурська    | Наталія Маценко   | Сюзанна Ремська   |
| Олександр Валигурський | Валентина Маценко | Богдан Ремський   |
| Борис Місішин          | Олег Буряк        | Іван Нестеров     |
| Катерина Місішина      | Богдан Буряк      | Ольга Нестерова   |
| Наталія Макаренко      | Людмила Мотика    | Євгенія Маркова   |
| Аліна Радомська        | Наталі Мотика     | Вероніка Бадьорна |

### Хто і коли вибував
| Тиждень | Учасник                                                                     | Команда     |
| ------- | --------------------------------------------------------------------------- | ----------- |
| 3       | Наталія та Валентина                                                        | фіолетова   |
| 6       | Борис та Катерина Місішні                                                   | помаранчева |
| 8       | Наталія та Аліна (покинули проєкт по власному бажанню)                      | коричнева   |
| 8       | Євгенія Марковна та Вероніка Бадьорна (у 9 випуску їм дали другий час)      | блакитна    |
| 9       | Євгенія Марковна та Вероніка Бадьорна (покинули проєкт по власному бажанню) | блакитна    |
| 12      | Богдан та Сюзанна                                                           | зелена      |
| 15      | Наталія та Олександр Валигурські                                            | синя        |
| Фінал   | Людмила та Наталія Мотики (за глядацьким рішенням)                          | жовта       |

У 18 випуску за головний приз боролися Олег Буряк і Богдан Буряк та Іван Нестеров і Ольга Нестерова. Перемогу за домашнє схуднення вибороли Наталія Валигурська й Олександр Валигурський. Головний приз виграли Олег Буряк і Богдан Буряк.

## Дев'ятий сезон (2019 рік)
У 9 сезоні проєкту «Зважені та щасливі» перемогла команда Рожевих. Павло Назаренко і Наталя Кириленко обігнали суперників у турнірній таблиці та забрали головний приз — 300 000 гривень.

### Учасники
| Команда Марини     | Команда Іраклі    |
| ------------------ | ----------------- |
| Євген Москаленко   | Руслан Садовий    |
| Ріма Пенджієва     | Лала Алієва       |
| Микола Ворошнов    | Павло Назаренко   |
| Анна Богачова      | Інна Мазура       |
| Олександр Гончаров | Михайло Воробйов  |
| Катерина Лук'яшко  | Тамара Мумладзе   |
| Тарас Яцемірський  | Микола Крицький   |
| Людмила Чаднова    | Наталія Кириленко |
|                    | Сергій Бовтюк     |
|                    | Олена Гребенюк    |

## Хто і коли вибував
Джерела:
- Зважені та щасливі. Офіційна сторінка.
- Про проєкт | Зважені та щасливі.